# KK Sloboda Užice
O Košarkaški klub Sloboda Užice (em sérvio:  КК Слобода Ужице), conhecido também apenas como Sloboda, é um clube de basquetebol baseado em Užice, Sérvia que atualmente disputa a KLS. Manda seus jogos no Parque Veliki com capacidade para 2.200 espectadores.

## Histórico de Temporadas
| Temporada | Nível | Liga  | Pos. | J     | PL | Resultado         |
| --------- | ----- | ----- | ---- | ----- | -- | ----------------- |
| 2011-12   | 1     | KLS   | 10   | 11-15 |    |                   |
| 2012-13   | 1     | KLS   | 5    | 15-11 |    |                   |
| 2013-14   | 1     | KLS   | 14   | 5-21  |    | Rebaixado         |
| 2014-15   | 2     | 2.MLS | 10   | 10-16 |    |                   |
| 2015-16   | 2     | 2.MLS | 10   | 12-14 |    |                   |
| 2016-17   | 2     | 2.MLS | 7    | 14-12 |    |                   |
| 2017-18   | 2     | 2.MLS | 1    | 23-3  |    | Promovido campeão |

fonte:eurobasket.com

## Títulos

### Competições domésticas
- Segunda divisão Iugoslava

Campeão (1):1987-88
- Liga Sérvia de Basquetebol (segunda divisão)

Campeão (1): 2017-18
- Liga Sérvia de Basquetebol (terceira divisão)

Campeão (1): 2006-07